# Dvojjehlan
Dvojjehlan je mnohostěn, který vznikne spojením dvou jehlanů se shodnou základnou. Hlavní vrcholy leží v opačných poloprostorech určených rovinou základny.
Všechny stěny mají tvar trojúhelníku a jejich počet je sudý. Pokud je spojnice vrcholů kolmá k základně a prochází jejím středem, bývá osou souměrnosti a stěny jsou rovnoramenné troúhelníky.
Čtyřboký dvojjehlan se nazývá osmistěn.
Dvojjehlany často nacházíme u krystalů.